# Paul Broca
Paul Pierre Broca (Sainte-Foy-la Grande, Burdeos, 28 de junio de 1824-París, 9 de julio de 1880) fue un médico, anatomista y antropólogo francés. Su nombre está asociado a la designación del área del cerebro humano (área de Broca) que controla las funciones del lenguaje. Su trabajo reveló que los cerebros de pacientes con afasia contenían lesiones en una parte concreta del córtex, en la región frontal izquierda. Fue la primera prueba anatómica de la localización de funciones cerebrales.
El trabajo de Broca contribuyó al desarrollo de la antropología física, haciendo avanzar la ciencia de la antropometría, y la craneometría, en particular, la hoy desacreditada práctica de determinar la inteligencia. 

## Biografía
Paul Broca nació el 28 de junio de 1824 en Sainte-Foy-la-Grande, Burdeos (Francia), hijo de Jean Pierre "Benjamin" Broca, médico y antiguo cirujano al servicio de Napoleón, y de Annette Thomas, hija culta de un predicador calvinista, protestante reformado Hugonote, Broca recibió educación básica en la escuela de su ciudad natal, obteniendo el título de bachiller a los 16 años. A los 17 años ingresó en la Facultad de Medicina de París, donde se licenció a los 20, cuando la mayoría de sus contemporáneos empezaban a estudiar medicina.
En 1853, Broca se convierte en profesor agregado y es nombrado cirujano del hospital. En 1867 fue elegido catedrático de patología externa de la Facultad de Medicina y, un año más tarde, profesor de cirugía clínica. En 1868 fue elegido miembro de la Academia de Medicina y nombrado catedrático de cirugía clínica. Desempeñó este cargo hasta su muerte. También trabajó en el Hôpital St. Antoine, la Pitié, el Hôtel des Clinques y el Hôpital Necker.
Como investigador, Broca ingresó en la Sociedad Anatómica de París en 1847. Durante sus primeros seis años en la sociedad, Broca fue su colaborador más productivo. Dos meses después de su ingreso, formó parte del comité editorial de la revista de la sociedad, de la que llegó a ser secretario y vicepresidente en 1851. Poco después de su creación en 1848, Broca se incorporó a la Société de Biologie y en 1865 fue elegido presidente de la Societe de Chirurgie (Sociedad de Cirugía).
Sus trabajos científicos tempranos tuvieron que ver con la histología del cartílago y del hueso, pero también estudió la patología del cáncer, el tratamiento de aneurismas y la mortalidad infantil. Como neuroanatomista excelso, hizo importantes contribuciones al entendimiento del sistema límbico.

### Personalidad
La personalidad de Broca era particular, sus contemporáneos lo describían como generoso, compasivo y amable con una fortaleza y honestidad admirables, respetado por todos. Nunca se granjeó un enemigo ni perdió un amigo. En 1848 fundó una sociedad de librepensadores. Simpatizaba con las ideas de Darwin de la selección natural, por lo que se le denunció como persona subversiva, materialista y corruptor de la juventud. Fue un trabajador infatigable y escribió cientos de libros y artículos (de los cuales solo 53 eran tratados sobre el cerebro). Además, se preocupó de la salud de los más necesitados, siendo una figura importante de la Asistencia pública.
En los últimos años de su vida se le eligió senador vitalicio; además era miembro de la Academia francesa de ciencias y recibió doctorados honoris causa tanto en Francia como en el extranjero.
Broca según Carl Sagan (texto extraído de El cerebro de broca de C. Sagan): 

Paul Broca fue cirujano, neurólogo y antropólogo, una de las figuras más prominentes de la medicina y la antropología del siglo pasado. Realizó importantes trabajos en el estudio de la patología cancerosa y en el tratamiento de los aneurismas, así como una contribución esencial a la comprensión de los orígenes de la afasia, nombre con que se designa todo menoscabo de la habilidad para articular ideas. Broca fue un hombre brillante y apasionado, con una ferviente dedicación al tratamiento médico de las capas sociales más míseras. Al amparo de la noche y con riesgo de su propia vida, consiguió en cierta ocasión sacar clandestinamente de París en una carreta tirada por caballos setenta y tres millones de francos dentro de unas maletas escondidas bajo montones de patatas; se trataba de dinero de los fondos de la Asistencia Pública que, según su opinión, corrían peligro de inminente pillaje. Fue el fundador de la moderna cirugía cerebral. Asimismo, se dedicó al estudio del problema de la mortalidad infantil. Hacia el final de su vida fue nombrado senador.
Como ha indicado uno de sus biógrafos, amaba por encima de todo el sosiego y la tolerancia. En 1848 fundó una sociedad de «librepensadores». Fue uno de los pocos científicos franceses de su época que mostraron adhesión a la tesis darwiniana de la
evolución a través de la selección natural entre las especies. T. H. Huxley, «el perro guardián de Darwin», señalaría que la simple mención del nombre de Broca llenaba su espíritu de un sentimiento de gratitud, y se atribuye a Broca la afirmación de que «prefiero ser un mono transformado que un hijo degenerado de Adán». Por tales ideas y otros puntos de vista similares fue denunciado por «materialismo» y por corruptor de la juventud, como lo fuera siglos antes Sócrates. Sin embargo, recibió la nominación de senador.

## Aportaciones científicas

### Área de Broca
Sin embargo, el campo de estudio en el que Broca se hizo famoso y una piedra angular en la historia de la medicina y las neurociencias fue el descubrimiento del centro del habla (ahora conocido como el área de Broca, o tercera circunvolución del lóbulo frontal). Llegó a este descubrimiento estudiando los cerebros de pacientes afásicos (personas incapaces de hablar). Generalmente se recuerda a Broca por su descubrimiento de que distintas partes físicas del cerebro corresponden a distintas funciones. Supuso que estudiando el cerebro de cadáveres y relacionándolo con las conductas conocidas del antiguo dueño del órgano podría entenderse plenamente el comportamiento humano. Con ese fin conservó cientos de cerebros humanos en jarros de formaldehído.
Su primer paciente en el Hospital Bicêtre, llamado Leborgne y apodado "Tan" (debido a su incapacidad de pronunciar otra palabra que no fuese "tan"), en 1861, tenía una lesión en un lado del cerebro, precisamente en el área que controlaba el habla. En 1864, tras hacer estudios post mortem a casi una decena de afásicos, observó que todos tenían una lesión en la corteza prefrontal inferior del hemisferio izquierdo, que desde entonces recibe su nombre.

### Otras obras
Broca fue asimismo un pionero en el estudio de la antropología física. Fundó la Sociedad Antropológica de París en 1859, la Revue d'Anthropologie en 1872 y la Escuela de Antropología en París en 1876. Hizo aportes a la ciencia de antropometría craneal desarrollando muchos tipos de instrumentos de medición e índices numéricos. Los usos que muchos ideólogos racistas e incluso científicos con reputación hicieron de las mediciones de Broca y sus conclusiones han sido profundamente discutidas por Stephen Jay Gould en La falsa medida del hombre (1981). El trabajo de Broca también fue tratado por Carl Sagan en El Cerebro de Broca. 
Otro campo en el que Broca contribuyó significativamente fue en anatomía comparada con primates. Describió por primera vez las trepanaciones neolíticas y estaba muy interesado en las relaciones entre el cerebro y las capacidades mentales, como la inteligencia.

## Publicaciones
- 1849. De la propagation de l’inflammation – Quelques propositions sur les tumeurs dites cancéreuses. Disertación doctoral
- 1856. Traité des anévrismes et leur traitement. Paris: Labé & Asselin
- 1861. Sur le principe des localisations cérébrales. Bull. de la Société d"Anthropologie 2: 190–204
- 1861. Perte de la parole, ramollissement chronique et destruction partielle du lobe antérieur gauche. Bulletin de la Société d"Anthropologie 2: 235–38
- 1861. Nouvelle observation d'aphémie produite par une lésion de la moitié postérieure des deuxième et troisième circonvolution frontales gauches. Bull. de la Société Anatomique 36: 398–407
- 1863. Localisations des fonctions cérébrales. Siège de la faculté du langage articulé. Bull. de la Société d"Anthropologie 4: 200–208
- 1866. Sur la faculté générale du langage, dans ses rapports avec la faculté du langage articulé. Bull. de la Société d"Anthropologie deuxième série 1: 377–82
- 1871–1878. Mémoires d'anthropologie, 3 v. Paris: C. Reinwald

## Reconocimientos
- Su nombre está inscrito en la Torre Eiffel
- Su nombre fue dado a un hospital de París especializado en gerontología.
- Su nombre fue dado a una de las tres facultades de medicina de la Universidad Victor Segalen Burdeos II

### Legado
El descubrimiento del Area de Broca revolucionó el entendimiento del proceso del lenguaje, la producción del habla y comprensión. así como los efectos de daño que se pueden causar en esta área. Broca tuvo un papel importante en la localización de función del debate, resolviendo los casos científicos con Leborgne y sus 12 casos posteriores. Sus investigaciones fueron importantes para descubrir la localización de una amplia variedad de otras funciones, específicamente el Area Wernicke.
Nuevas investigaciones han encontrado que la disfunción del área puede conducir a otros desórdenes del lenguaje como son el tartamudeo y apraxia del lenguaje. Estudios recientes por neuroimagen han mostrado que la pars opercularis del área de Broca es anatómicamente pequeño en individuos que tartamudean en donde la pars riangularis parece ser normal.
Inventó también más de 20 instrumentos de medición para el uso en Craneología, que ayuda en la medición de procedimientos.
Su nombre es uno de los 72 nombres inscritos en la Torre Eiffel.